# Rhuma argyraspis
Rhuma argyraspis là một loài bướm đêm thuộc họ Geometridae. Nó được tìm thấy ở Úc, bao gồm Queensland.
Sải cánh dài khoảng 30 mm. Con trưởng thành có màu xám với một số dải zigzag đậm dọc theo mỗi cánh.